# Mern Kirke
Mern Kirke er en kirke beliggende i Mern Sogn, Stege-Vordingborg Provsti (Roskilde Stift). Den ligger i Vordingborg Kommune.